# Strilkivți, Borșciv
Strilkivți (în ucraineană Стрілківці) este o comună în raionul Borșciv, regiunea Ternopil, Ucraina, formată numai din satul de reședință.

## Demografie
Componența lingvistică a comunei Strilkivți
     Ucraineană (99,32%)
     Alte limbi (0,58%)
Conform recensământului din 2001, majoritatea populației comunei Strilkivți era vorbitoare de ucraineană (99,32%), existând în minoritate și vorbitori de alte limbi.